# LGA 1156
LGA 1156, cũng được gọi là Socket H, là một máy tính để bàn CPU Intel socket. LGA là viết tắt của Land Grid Array.
LGA 1156, cùng với LGA 1366, được thiết kế để thay thế cho chuẩn LGA 775. LGA 1156 rất khác với LGA 775. Bộ xử lý LGA 775 được kết nối với một chip cầu bắc và sử dụng Front Side Bus. Với bộ xử lý 1156 LGA, các tính năng truyền thống trên một chip cầu bắc được tích hợp vào bộ xử lý. Các socket LGA 1156 cho phép các kết nối sau được thực hiện ngay từ các bộ vi xử lý để đảm nhiệm phần còn lại của hệ thống:
- PCI-Express 2.0 x16 cho giao tiếp với một card đồ họa. Một số bộ vi xử lý cho phép kết nối này được chia thành hai làn 8x để kết nối hai card đồ họa. Một số nhà sản xuất bo mạch chủ sử dụng chip NF200 của Nvidia cho phép sử dụng thêm nhiều card đồ họa hơn nữa.
- DMI để giao tiếp với Platform Controller Hub. Điều này bao gồm một PCI-Express 2.0 x4 kết nối.
- Hai kênh để liên lạc với bộ nhớ DDR3 SDRAM. Tốc độ đồng hồ của bộ nhớ được hỗ trợ sẽ phụ thuộc vào bộ xử lý.